# Çatak (district)
Çatak is een Turks district in de provincie Van en telt 24.152 inwoners (2007). Het district heeft een oppervlakte van 1857,5 km². Hoofdplaats is Çatak.
De bevolkingsontwikkeling van het district is weergegeven in onderstaande tabel.
| 1997   | 2000   | 2007   |
| ------ | ------ | ------ |
| 21.034 | 23.816 | 24.152 |